# Stynawa Wyżna
Stynawa Wyżna (ukr. Верхня Стинава) – wieś na Ukrainie, w rejonie stryjskim obwodu lwowskiego. Wieś liczy 1012 mieszkańców.
Wieś prawa wołoskiego na początku XVI wieku. Wieś Stynawa Wyższa położona na przełomie XVI i XVII wieku w powiecie stryjskim ziemi przemyskiej województwa ruskiego, w drugiej połowie XVII wieku należała do starostwa stryjskiego.
W II Rzeczypospolitej do 1934 samodzielna gmina jednostkowa, następnie należała do zbiorowej wiejskiej gminy Lubieńce. Początkowo w powiecie skolskim, a od 1932 w powiecie stryjskim w woj. stanisławowskiem. Po wojnie wieś została przyłączona do Ukraińskiej SRR.
W 1895 w Stynawie Wyżnej urodził się Gustaw Cybulski – polski aktor, reżyser, scenarzysta, poeta, producent filmowy, żołnierz Legionów Polskich.